# ماثيو أولوسوندي
ماثيو أولوسوندي (بالإنجليزية: Matthew Olosunde) (7 مارس 1998 بترنتون في الولايات المتحدة - ) هو لاعب كرة قدم أمريكي في مركز مهاجم ‏.

## روابط خارجية
- ماثيو أولوسوندي على موقع الاتحاد الدولي (مؤرشف)  (الإنجليزية)
- ماثيو أولوسوندي على موقع قاعدة بيانات كرة القدم.إي يو (الإنجليزية)
- ماثيو أولوسوندي على موقع ناشيونال فوتبول تيمز (الإنجليزية)
- ماثيو أولوسوندي على موقع Soccerbase.com (لاعب) (الإنجليزية)
- ماثيو أولوسوندي على موقع Soccerway.com (الإنجليزية)
- ماثيو أولوسوندي على موقع عالم كرة القدم.نت (الإنجليزية)